# قائمة الأطباق الشرق أوسطية
هذه قائمة أطباق المطبخ الشرق أوسطي، وهو مصطلح عام يشير إلى مطابخ الشرق الأوسط ومنطقة المغرب العربي. يضم الشرق الأوسط العديد من المجموعات الثقافية والعرقية المختلفة، ويظهر هذا التنوع أيضًا في التقاليد الطهوية المحلية من حيث اختيار المكونات، وأسلوب التحضير، وتقنيات الطهي.

## أطباق الشرق الأوسط
| الاسم                    | الصورة | الدولة أو المنطقة       | الوصف |
| ------------------------ | ------ | ----------------------- | --- |
| تاحريشت                  |        | المغرب                  | كرشة أو أعضاء حيوانية أخرى ملفوفة حول عيدان أو كباب، مشوية على الفحم الساخن. |
| عصيدة                    |        | شمال أفريقيا            | كتلة من عجينة دقيق القمح المطبوخ، وفي بعض الأحيان يضاف إليها الزبدة أو العسل. |
| بابا غنوج                |        | بلاد الشام              | غموس باذنجان مهروس مع زيت الزيتون البكر وعصير الليمون وتوابل متنوعة، بما في ذلك سماق. |
| بقلاوة                   |        | الشرق الأوسط            | حلوى مكونة من رقائق عجين، محشوة بالمكسرات المفرومة، ومحلاة بشراب السكر أو العسل. |
| بازين                    |        | ليبيا                   | عجينة شعير تقدم مع صلصة الطماطم، بيض، بطاطا ولحم الضأن. |
| بيشاك [الإنجليزية]       |        | المغرب                  | معجنات محشوة كمقبلات. |
| بريك                     |        | تونس                    | معجنات محشوة، مشابهة للبيشاك. |
| بريوات                   |        | المغرب                  | معجنات منتفخة حلوة. |
| شخشوخة                   |        | الجزائر                 | حساء من لحم الضأن، التوابل، طماطم وخبز مسطح. يُكتب أحيانًا "شكشوكة". |
| شرمولة                   |        | شمال أفريقيا            | تمليحة من ليمون مخلل مع الزيت، عصير الليمون، الأعشاب، الثوم، كمون والملح، تستخدم غالبًا لتتبيل مأكولات بحرية. |
| كسكس                     |        | شمال أفريقيا            | نوع من سميد المعكرونة على شكل حبيبات صغيرة جدًا. |
| ورق العنب أو الدولما     |        | الشرق الأوسط            | أطباق خضروات محشوة بالأرز أو اللحم والأعشاب ذات أصل عثماني. تؤكل في بلاد الشام، البحر الأبيض المتوسط، والعالم العربي. يمكن تقديمها ساخنة أو باردة. تشبه ورق عنب السارما اليوناني [الإنجليزية] في المطبخ اليوناني.                                     |
| دقة                      |        | مصر                     | خليط من التوابل، الأعشاب والزيت. |
| فلافل                    |        | الشرق الأوسط            | كرات أو أقراص مقلية مصنوعة من حمص مطحون و/أو فول وتوابل وأعشاب. |
| فسيخ                     |        | مصر                     | بوري مملح ومخمر. |
| فريكة                    |        | بلاد الشام              | حبوب مصنوعة من قمح أخضر محمص. تُعد من الأطباق العربية الشائعة في مطبخ بلاد الشام، شبه الجزيرة العربية، المطبخ الفلسطيني والمطبخ المصري، كما تُستخدم في المطابخ المجاورة.                                                                                |
| فول مدمس                 |        | مصر                     | فول مهروس مع زيت الزيتون، بقدونس مفروم، بصل، ثوم وعصير ليمون. |
| حريرة                    |        | الجزائر والمغرب         | حساء تقليدي من المطبخ الجزائري والمطبخ المغربي. |
| حواوشي                   |        | مصر                     | طبق مصري تقليدي يشبه لحم بالعجين في الشرق الأوسط. يتكون من لحم مفروم متبل بالبصل والفلفل والبقدونس وأحيانًا الفلفل الحار، يُوضع بين طبقتين من العجين ثم يُخبز في الفرن.                                                                                  |
| حمص                      |        | الشرق الأوسط            | غموس أو طبق شهي مصنوع من الحمص المطبوخ المهروس مع الطحينة وعصير الليمون والثوم. |
| كشك باذنجان [الإنجليزية] |        | إيران                   | طبق إيراني شهير من كشك وباذنجان، مع زينة من البصل المكرمل والمكسرات المحمصة والأعشاب والتوابل. |
| كباب                     |        | الشرق الأوسط            | مجموعة متنوعة من أطباق اللحم المشوي أو المشوي على الأسياخ، نشأت في الشرق الأوسط وانتشرت لاحقًا في تركيا، أذربيجان، جنوب أوروبا، جنوب آسيا وآسيا الصغرى، وتوجد الآن في جميع أنحاء العالم.                                                               |
| كبة                      |        | بلاد الشام              | الكبة (أو الكبة أو كفتة) هي أساس مجموعة من الأطباق الشرق أوسطية، تتكون من حشوة من اللحم المفروم المتبل والبصل داخل غلاف من الحبوب، تُقلى أو تُخبز. |
| كبة نيئة                 |        | الشام                   | طبق شامى يتكون من لحم ضأن مفروم نيء ممزوج مع البرغل الناعم والتوابل. |
| كشري                     |        | مصر                     | مكون من الأرز، العدس، الحمص والمكرونة مغطاة بصلصة الطماطم والبصل المقلي. |
| لبلابي                   |        | تونس                    | طبق تونسي يعتمد على الحمص في حساء رقيق بنكهة الثوم والكمون، يُقدم فوق قطع صغيرة من الخبز الجاف. |
| مقروض                    |        | تونس والمغرب والجزائر   | معجنات غالبًا ما تكون محشوة بالتمر أو اللوز. |
| مطبوخة                   |        | المغرب                  | اسم الطبق مأخوذ من العربية ويعني "سلطة مطبوخة". يُقدم مقبلات، وغالبًا جزء من المقبلات. في فلسطين المحتلة، يتجنب الإسرائيليون لفظ العربية، ويطلقون عليها أحيانًا "السلطة التركية".                                                                        |
| مشوي                     |        | شمال أفريقيا، الكاميرون | خروف كامل أو حمل يُشوى على شواية. يحظى بشعبية في شمال أفريقيا وبين شعب الباميليك في الكاميرون. |
| مرقاز                    |        | شمال أفريقيا            | سجق حار جدًا مصنوع من لحم الضأن أو البقر. |
| مسفوف                    |        | تونس                    | مشابه للكسكس، يُضاف إليه الزبدة. |
| مروزية                   |        | المغرب                  | طاجين حلو ومالح مع عسل، قرفة ولوز. |
| مسمن                     |        | المغرب العربي           | فطائر تقليدية في المغرب العربي؛ عادة ما تؤكل مع كوب من شاي النعناع العطري أو قهوة كريمية. يمكن أيضًا حشو المسمن بحشوات من الخضروات أو اللحوم. |
| ملوخية                   |        | مصر                     | أوراق نوع كوركوروس تُستخدم خضروات في المطبخ الشرق أوسطي، المطبخ الإفريقي الشرقي، المطبخ الإفريقي الشمالي، والمطبخ الآسيوي الجنوبي. الملوخية مُرّة نوعًا ما، وعند غليها، تكون السائل الناتج سميكًا ولزجًا؛ وغالبًا ما يوصف بأنه "لزج"، يشبه البامية المطبوخة. |
| بسطيلة                   |        | الجزائر والمغرب         | طبق مغربي تقليدي؛ فطيرة لحم معقدة تقليديًا مصنوعة من الزغاليل (صغار الحمام). بما أن الحمام غالبًا ما يكون صعبًا الحصول عليه، يُستخدم الدجاج المفروم بشكل أكثر شيوعًا اليوم؛ يمكن أيضًا استخدام السمك أو اللحوم أو الأحشاء كحشوة.                            |
| قطايف                    |        | مصر والشام              | حلوى عربية، يتم تقديمها عادة في شهر رمضان؛ نوع من دامبلنغ الحلو المحشو بالكريمة أو المكسرات. عادة ما يتم تحضيرها باستخدام جبن عكاوي حشوةً. |
| سفنج                     |        | شمال أفريقيا            | دونات تُطهى في الزيت ثم تُغمس في العسل أو تُرش بالسكر. |
| شكشوكة                   |        | شمال غرب أفريقيا        | طبق من البيض المطهو في صلصة من طماطم، فلفل حار، وبصل، وغالبًا ما يُتبل بـكمون. يُعتقد أن أصله تونسي. |
| شاورما                   |        | الشام                   | شطائر أو لفائف، أو ببساطة طبق رئيس، يتكون من شرائح لحم مشويّة مُرتبة معًا، ثم يتم تقطيعها إلى شرائح عموديًا؛ مشويّة على جهاز دوار عمودي ببطء. |
| شيش طاووق                |        | شمال أفريقيا            | مكعبات دجاج متبلة تُشوى على أسياخ. |
| تابل                     |        | تونس                    | مزيج توابل تونسي يتكون من بذور كزبرة المطحونة، بذور كاراوي، مسحوق الثوم، ومسحوق الفلفل الحار. يمكن أن يشير المصطلح أيضًا إلى الكزبرة بمفردها. |
| تبولة                    |        | الشام                   | سلطة شامية مكونة في الغالب من بقدونس مفروم ناعماً، مع طماطم، نعناع، بصل، برغل (منقوع، غير مطبوخ)، ومتبل بزيت الزيتون، عصير الليمون، الملح والفلفل الحلو.                                                                                               |
| طاجين                    |        | شمال أفريقيا            | طبق مغاربي من شمال أفريقيا، سُمي باسم الوعاء الفخاري الخاص الذي يُطهى فيه. طاجين مغربي يُطهى ببطء في مرق، مما يؤدي إلى لحم طري مع خضروات عطرية وصلصة. |
| صلصلة الثوم [الإنجليزية] |        | الشام                   | صلصة ثوم كما يتم تحضيرها في لبنان، الشام، ومصر مماثلة لـالأيولي [الإنجليزية]. تحتوي على ثوم، ملح، زيت الزيتون أو زيت نباتي، وعصير ليمون تُهرس باستخدام هاون ومدقة. يوجد نوع شائع في العديد من القرى مثل زغرتا حيث يُضاف نعناع، يُسمى "زيت وثوم"          |
| عصبان                    |        | ليبيا وتونس             | نوع تقليدي من سجق تونسي، محشو بمزيج من أرز، أعشاب، لحم ضأن، الكبد وقلب. |

## طالِع أيضًا
- قائمة الأطباق الإفريقية